# Berlandiera macrophylla
Berlandiera macrophylla là một loài thực vật có hoa trong họ Cúc. Loài này được (A.Gray) M.E.Jones mô tả khoa học đầu tiên năm 1908.